# Академия за германско право
Академията за германското право (на немски: Akademie für Deutsches Recht) е научен център за изучаване, реорганизиране и обучение по германско право в рамките на националсоциалистическата идеология. Служи като институционален инструмент за уеднаквяване на легиспруденцията в Третия райх.
Основана е на 26 юни 1933 г. в Мюнхен, а на 2 октомври 1933 г. по време на традиционния ежегоден конгресен форум на Националсоциалистическата асоциация на юристите в Лайпциг е обявена от Ханс Франк пред професионалната организация на всички германски юристи по онова време. По силата на райхсзакон от 11 юли 1934 г. тя получава статут на публична корпоративна структура на Империята със седалище в Мюнхен, Бавария.
Председател на Академията за германско право до 1942 г. е Ханс Франк, а в периода 1942 – 1944 – Ото Тирак. Членовете на Академията са редовни, асоциирани и член-кореспонденти. Мандатът на редовните членове е 4-годишен.
Академията има следните задачи:
1. да инициира разработването, да изготвя и оценява законопроектите в Райха (виж законодателен процес);
2. да следи за съответствие на законодателството с политическото образование и научните постижения;
3. да подкрепя излизането и осъществява научни публикации в областта на германското право;
4. да подкрепя финансово научните правни публикации с практическа насоченост и с реализация в икономическата сфера;
5. да организира научни конференции и да провежда обучение по право;
6. да поддържа международни връзки с чуждестранни държавни институции в областта на правото.

Академията издава „Вестник на Академията за германско право“, който излиза от 1934 г.
Тя се сдобива със своя сграда в Мюнхен, построена в 1936 – 1939 г. по проект на известния архитект Осуалд Бибер, която става известна като Дома на закона. В Академията са оформени катедри по законодателна дейност; германско право; история на правото; римско право и право на народите; теория и философия на правото; облигационно право; конституционно и административно право; търговско право; сравнително право; стопанско и финансово право.